# Charles Ramsay
Pour les articles homonymes, voir Ramsay.
Temple de la renommée français : 2009
Charles Ramsay est un joueur américain de hockey sur glace. Au début des années 1930, il fut l'une des premières stars du hockey sur glace en France.

## Carrière
Cet excellent buteur, qui finit meilleur marqueur du Mondial de 1931 en Pologne, fut longtemps l'idole des spectateurs parisiens lors des années folles du Vel' d'Hiv, pouvant attirer jusqu’à 20 000 spectateurs.
Ramsay joua pour le Racing Club de France en 1931-1932 , Central HC en 1932-1933 et les Diables de France en 1933-1934, en raison de la politique sportive particulière de l'époque où les clubs et joueurs parisiens étaient interchangeables.
Il fut également l’auteur du premier livre sur le hockey sur glace édité en France, en 1933.

## Trophées et honneurs
- Intronisé au Temple de la renommée du hockey français en 2009.
- Le trophée Charles-Ramsay récompense chaque année le meilleur pointeur de la Ligue Magnus.